# حمدی اعظمی
حمدی اعظمی (۱۸۸۲–۱۴ مارس ۱۹۷۱) (نسب: حمدی بن عبدالله عبیدی اعظمی) حقوق‌دان عراقی بود.

## زندگی
در محلهٔ سفینه، اعظمیه، بغداد به سال ۱۸۸۲م / ۱۲۹۹ق زاده شد؛ از این رو شهرت اعظمی برگرفت. از مدرسهٔ حقوق بغداد دانش‌آموخته شد. به مناصب گوناگونی رسید که آخرین آن‌ها، تدوین قوانین در وزارت دادگستری بود.

کتابخانهٔ شخصی خود را در سال ۱۹۱ را در زادگاهش وقف نمود.

## آثار
- الدلیل الجامع للقوانین والانظمة العراقیة.
- دلیل القوانین والانظمة
- الدر المنتقی فی الفقه.
- زبدة الحساب.
- خلاصة الهندسة.
- اصول الفقه.
- المرشد الی اصول الفقه.
- غایة المرام فی عقائد الاسلام.
- علم الکلام
- مجموعة المحاضرات عن وظائف مدراء القاصرین
- مجموعة المحاضرات عن الوظائف الکتابة فی المحاکم الشرعیة
- مرقاة العقائد[۱]